# بحيرة إلتون

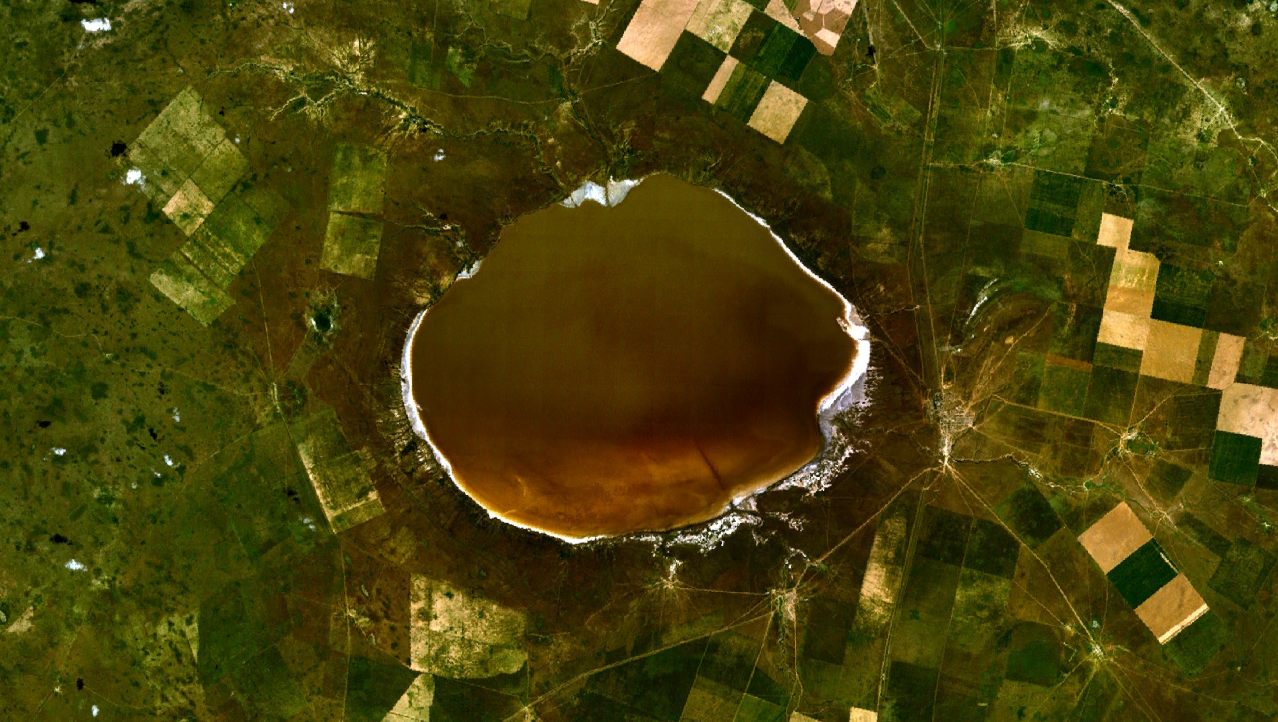
بحيرة إلتون، كما تبدو من الفضاء

بحيرة إلتون ( (بالروسية: Эльтон)‏،؛ (بالقازاقية: Эльтон)‏ ) هي بحيرة مالحة تقع في مقاطعة فولغوغراد في روسيا، بالقرب من الحدود مع كازاخستان. تبلغ مساحتها 152 كيلومتر مربع وعمقها نحو 0.1 متر (تزيد في الربيع لـ 0.7 إلى 0.8 متر). ومستوى مسطحها نحو 18 متراً تحت مستوى سطح البحر. اشتق اسم البحيرة من اللغة المنغولية: "Altyn-Nor" (القاع الذهبي). منذ زمن بعيد، استخدم البدو المحليون طين البحيرة الغني بالمعادن لعلاجات الجلد والجهاز التنفسي.  كانت بحيرة إلتون موقعًا مفضلاً للحكام والنبلاء الروس لقرونٍ خلت. لا يزال بإمكان المرء رؤية بقايا "حمام" الإمبراطورة يكاترينا الثانية هناك. 
وهي أكبر بحيرة معدنية في أوروبا، وواحدة من أكبر البحيرات المعدنية في العالم. تمتلئ البحيرة بمحلول ملحٍ مشبعٍ. تبلغ نسبة التمعدن 200-500 غم/لتر. يُستخدم الملح المستخرج من البحيرة منذ أوائل القرن الثامن عشر لإنتاج كلوريد المغنيسيوم.  تحتوي المياه على طحالب Dunaliella salina التي تعطي ظلًا ضارباً إلى الحمرة للبحيرة. تتشكل في قاع البحيرة رواسب الأملاح (بشكل رئيسي كلوريد الصوديوم وكلوريد البوتاسيوم ) وتحتها طبقة من طين كبريتيد الهيدروجين المعدني.

## النقل
للوصول إلى المنطقة، يمكن ركوب الحافلة من فولغوغراد، وتستغرق الرحلة نحو 6 ساعات في الغالب بسبب التوقف الطويل في المدن الريفية)، كما يمكن استقلال القطار من ساراتوف وأستراخان (أيضًا 6 ساعات).

## التاريخ
تم التنقيب عن الملح في إلتون بداية من القرن الثامن عشر.  قبل عام 1865 تولّت الحكومة أمور الحفر والتنقيب. من 1865-1882 استغلت الشركات الخاصة البحيرة بكثافة.

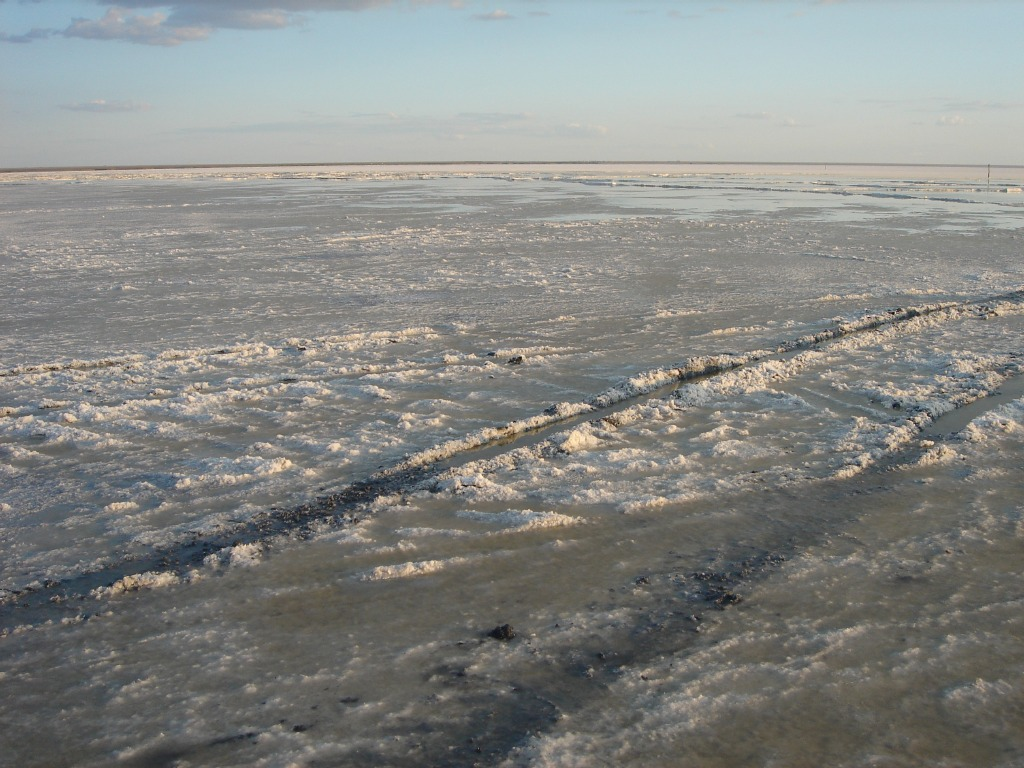
صورة لسطح البحيرة تظهر رواسب الملح

عام 1910 أقيم منتجع صحي على ضفاف البحيرة وأقيمت مصحة منذ عام 1945. يُزعم أن طين الكبريتيد ومحلول ملحي|المحلول الملحي المستخرج من بحيرة إلتون لهما خصائص مضادة للالتهابات، وإزالة السموم، وتعتبر بمثابة مسكنات تساعد على الاسترخاء وتجديد النشاط. 

## روابط خارجية
- صور من إلتون
- إلتون الترا تريل